# Philipp Levin von Beck
Freiherr Philipp Levin von Beck  (* 1700; † 23. Januar 1768 in Wien) war österreichischer Feldmarschall-Lieutenant. Er zeichnete sich während des Siebenjährigen Krieges besonders im Kleinen Krieg aus.

## Leben
Beck war der Sohn bürgerlicher Eltern, sein Vater soll Kaufmann in Kassel gewesen sein.
Er ging 1739 in österreichische Dienste und machte den Türkenkrieg, dann den Krieg in Böhmen, Schlesien, Bayern und am Rhein mit. Um weiter Aufsteigen zu können, wurde er in dieser Zeit Katholik.
1745 stieg er zum Major im Sluiner Grenzregiment auf. Er kämpfte 1746 bei Roucourt und 1747 Lauffeldt in den Niederlanden. Bereits hier zeichnete er sich der Spitze eines Streifcorps aus. Er wurde 1749 zum Oberstleutnant in einem Gradiskaner Grenzregiment ernannt, 1753 wurde er Oberst im Broder Grenzregiment. Im Jahr 1755 wurde er zum Generalmajor und Kommandeur des Warasdiner Generalats ernannt.
Während des Siebenjährigen Krieges wurde er nach Glatz abkommandiert, wo er zum Korps des Generals Piccolomini kam. Er rückte gegen Brandeis vor, das er am 6. Mai 1757 im Sturm nahm. Der preußische Oberstleutnant Carl Gustav von Mardefeld mit 500 Mann (Bataillon Manstein) gingen in Gefangenschaft ferner wurden Geschütze und Bagage erobert. Mit der Eroberung von Brandeis war nun die linke Flanke der Belagerung von Prag bedroht. Daraufhin erhielt er das Kommando über sämtliche leichte Truppen. Am 18. Juni 1757 führte er die Vorhut in der Schlacht bei Kolin. Am 24. November 1757 gelang ihm ein Überfall auf den kommandierenden General der Preußen den Herzog von Bevern, der in Gefangenschaft ging. Bei der Kapitulation von Breslau Dezember 1757 kam er selbst in Gefangenschaft. 1758 wurde er zum Feldmarschalllieutenant ernannt und operierte 1759 mit einem selbständigen Corps in Schlesien. Es gelang ihm am 26. März Greifenberg am Queiß zu erobern, wo er nach achtstündigem Gefecht die preußische Besatzung (14 Offiziere mit 900 Mann) unter Düringshofen gefangen nahm. Am 17. August konnte er die Preußen bei Grünberg und Friedland vertreiben, was Daun den Übergang über die Bober ermöglichte, 16 Offiziere mit 500 Mann gingen in Gefangenschaft. Am 3. Dezember traf er in Cölln bei Meißen auf das Korps des Generals Diericke, Eisgang hatte es von der Hauptarmee abgeschnitten. Die Preußen kapitulierten als ihnen die Munition ausgegangen war. Beck erhielt dafür im Januar 1760 den das Großkreuz des Theresienordens. Am 20. Februar 1760 konnte er im Gefecht bei Koßdorf den General Czettritz gefangen nehmen. Im Jahr 1760 kam er zum russischen Korps des Feldmarschalls Buturlin, 1762 konnte er sich in Oberschlesien bei Reichenbach auszeichnen.
Nach dem Hubertsburger Frieden wurde er Feldzeugmeister, Inhaber des Infanterie-Regiments Nr. 53. und Kommandierender General in Kroatien. 1766 wurde er dann in den Freiherrnstand erhoben.
Beck starb unverheiratet, ohne Erben und Testament, hinterließ aber 200.000 Taler, die dem Staat zu fielen. Beerdigt wurde er in der Schottenkirche in Wien.